# Liste des béatifications prononcées par Pie XII
Cette page dresse la liste des personnes béatifiées par le pape Pie XII.
C'est au terme d'une rigoureuse enquête canonique, qui aboutit à la reconnaissance d'authenticité d'un miracle attribué à l'intercession d'un vénérable, que le pape seul à la capacité de signer le décret de béatification.
Jusqu'au pape Benoît XVI, ce sont les Souverains-Pontifes qui célébrent la messe de béatification dans la Basilique Saint-Pierre de Rome. Les festivités pouvaient s'étendre sur plusieurs jours, attirant plusieurs milliers de fidèles.
Au cours de son pontificat le pape Pie XII a proclamé 164 nouveaux bienheureux, comme modèles évangéliques pour les croyants.
Parmi eux, on compte 125 martyrs, 24 religieuses, 10 prêtres / religieux, 2 papes, 3 laïcs.

## 1939
| N° | Image | Bienheureux       | Date de béatification | Lieu de béatification                   | Informations |
| -- | ----- | ----------------- | --------------------- | --------------------------------------- | --- |
| 1. |       | Émilie de Vialar  | 18 juin 1939          | Basilique Saint-Pierre, Cité du Vatican | (1797-1856), religieuse française, fondatrice des Sœurs de Saint-Joseph-de-l'Apparition (canonisée le 24 juin 1951).    |
| 2. |       | Justin de Jacobis | 25 juin 1939          | Basilique Saint-Pierre, Cité du Vatican | (1800-1860), prêtre confesseur et missionnaire Lazariste, évêque en Abyssinie (Éthiopie) (canonisé le 26 octobre 1975). |

## 1940
| N° | Image | Bienheureux              | Date de béatification | Lieu de béatification                   | Informations |
| -- | ----- | ------------------------ | --------------------- | --------------------------------------- | --- |
| 1. |       | Marie-Crucifiée de Rosa  | 13 mars 1940          | Basilique Saint-Pierre, Cité du Vatican | (1813 -1855), religieuse, fondatrice de la congrégation des Ancelles de la Charité (canonisée le 12 juin 1954). |
| 2. |       | Rose-Philippine Duchesne | 12 mai 1940           | Basilique Saint-Pierre, Cité du Vatican | (1769-1852), est une religieuse française qui développa en Amérique la Société du Sacré-Cœur de Jésus. Missionnaire auprès des indiens Potawatomi ceux-ci la surnomme « la femme qui prie toujours » (canonisée le 3 juillet 1988). |
| 3. |       | Joaquina Vedruna         | 19 mai 1940           | Basilique Saint-Pierre, Cité du Vatican | (1783-1854), religieuse espagnole, fondatrice des carmélites de la Charité (canonisée le 12 avril 1959). |
| 4. |       | Émilie de Rodat          | 9 juin 1940           | Basilique Saint-Pierre, Cité du Vatican | (1787-1852), religieuse française, fondatrice de la congrégation des Sœurs de la Sainte-Famille (canonisée le 23 avril 1950). |
| 5. |       | Ignace de Laconi         | 16 juin 1940          | Basilique Saint-Pierre, Cité du Vatican | (1701-1781), religieux de l’Ordre des Frères Mineurs Capucins, mendiaient des offrandes pour aider aux besoins du couvent et soulager la misère des pauvres.                                                                        |

## 1941
| N° | Image | Bienheureux          | Date de béatification | Lieu de béatification                   | Informations                                                                                            |
| -- | ----- | -------------------- | --------------------- | --------------------------------------- | --- |
| 1. |       | Madeleine de Canossa | 7 décembre 1941       | Basilique Saint-Pierre, Cité du Vatican | (1774-1835), religieuse fondatrice des Filles de la charité canossiennes (canonisée le 2 octobre 1988). |

## 1946
| N° | Image | Bienheureux                 | Date de béatification | Lieu de béatification                   | Informations |
| -- | ----- | --------------------------- | --------------------- | --------------------------------------- | --- |
| 1. |       | Marie-Thérèse de Soubiran   | 20 octobre 1946       | Basilique Saint-Pierre, Cité du Vatican | (1834-1889), religieuse française, fondatrice des Sœurs de Marie Auxiliatrice.                                         |
| 2. |       | Thérèse Verzeri             | 27 octobre 1946       | Basilique Saint-Pierre, Cité du Vatican | (1801-1852), religieuse italienne fondatrice des filles du Sacré Cœur de Jésus de Verzeri (canonisée le 10 juin 2001). |
| 3. |       | 29 des 120 Martyrs de Chine | 24 novembre 1946      | Basilique Saint-Pierre, Cité du Vatican | Victimes de la persécution religieuse menée par la Chine à l'encontre des catholiques entre 1648 et 1930.              |

## 1947
| N° | Image | Bienheureux      | Date de béatification | Lieu de béatification                   | Informations |
| -- | ----- | ---------------- | --------------------- | --------------------------------------- | --- |
| 1. |       | Contardo Ferrini | 13 avril 1947         | Basilique Saint-Pierre, Cité du Vatican | (1859-1902), laïc italien, membre du Tiers-Ordre franciscain, fort sentiment religieux intérieur, grande ouverture d'esprit pour les œuvres caritatives et le souci des plus humbles. Il fut un membre actif de la Société de Saint-Vincent-de-Paul. |
| 2. |       | Maria Goretti    | 27 avril 1947         | Basilique Saint-Pierre, Cité du Vatican | (1890-1902), laïc italienne de 11 ans, tuée pour par un voisin qui voulait abuser d’elle. Morte en pardonnant à son agresseur. Considéré martyre de la pureté(canonisée le 24 juin 1950).                                                            |
| 3. |       | Alix Le Clerc    | 4 mai 1947            | Basilique Saint-Pierre, Cité du Vatican | (1576-1622), religieuse et éducatrice, elle fonde avec Pierre Fourier les Chanoinesses de Saint-Augustin de la congrégation Notre-Dame. |
| 4. |       | Jeanne Delanoue  | 8 novembre 1947       | Basilique Saint-Pierre, Cité du Vatican | (1666 -1736), religieuse française fondatrice de la congrégation féminine hospitalière et enseignante les Servantes des pauvres de Jeanne Delanoue (canonisée le 31 octobre 1982).                                                                   |

## 1948
| N° | Image | Bienheureux     | Date de béatification | Lieu de béatification                   | Informations                                                                                                  |
| -- | ----- | --------------- | --------------------- | --------------------------------------- | --- |
| 1. |       | Pierre Romançon | 4 avril 1948          | Basilique Saint-Pierre, Cité du Vatican | (1805-1862, religieux français frère des écoles chrétiennes voué à l'éducation (canonisé le 29 octobre 1967). |

## 1950
| N° | Image | Bienheureux                   | Date de béatification | Lieu de béatification                   | Informations |
| -- | ----- | ----------------------------- | --------------------- | --------------------------------------- | --- |
| 1. |       | Vincent Pallotti              | 22 janvier 1950       | Basilique Saint-Pierre, Cité du Vatican | (1795 -1850), prêtre italien, fondateur de la Société de l'apostolat catholique ainsi que des Sœurs de l'apostolat catholique ; considéré comme le précurseur de l'Action catholique mondiale (canonisé le 20 janvier 1963). |
| 2. |       | Soledad Torres Acosta         | 5 février 1950        | Basilique Saint-Pierre, Cité du Vatican | (1826-1887), religieuse espagnole, fondatrice de la congrégation religieuse les Servantes de Marie, ministres des malades (canonisée le 25 janvier 1970).                                                                    |
| 3. |       | Vincente-Marie López y Vicuña | 19 février 1950       | Basilique Saint-Pierre, Cité du Vatican | (1847-1890), religieuse espagnole, fondatrice de la congrégation des religieuses de Marie Immaculée (canonisée le 25 mars 1975).                                                                                             |
| 4. |       | Dominique Savio               | 5 mars 1950           | Basilique Saint-Pierre, Cité du Vatican | (1842-1857), laïc et adolescent italien. Saint patron des jeunes, notamment des enfants et des adolescents (canonisé le 12 juin 1954).                                                                                       |
| 5. |       | Paule Élisabeth Cerioli       | 19 mars 1950          | Basilique Saint-Pierre, Cité du Vatican | (1816-1865), religieuse italienne fondatrice des Sœurs de la Sainte Famille de Bergame et de la congrégation de la Sainte Famille de Bergame pour l'apostolat rural (canonisée le 19 mars 1950).                             |
| 6. |       | Marie De Mattias              | 1er octobre 1950      | Basilique Saint-Pierre, Cité du Vatican | (1805-1866), religieuse italienne, fondatrice des adoratrices du Sang du Christ (canonisée le 18 mai 2003). |
| 7. |       | Anne-Marie Javouhey           | 15 octobre 1950       | Basilique Saint-Pierre, Cité du Vatican | (1779-1851), religieuse française, fondatrice de la congrégation féminine enseignante et hospitalière des Sœurs de Saint-Joseph de Cluny.                                                                                    |
| 8. |       | Marguerite Bourgeoys          | 12 novembre 1950      | Basilique Saint-Pierre, Cité du Vatican | (1620-1700), première enseignante de la ville de Montréal (Canada) et fondatrice de la congrégation de Notre-Dame de Montréal (canonisée le 31 octobre 1982).                                                                |

## 1951
| N° | Image | Bienheureux                    | Date de béatification | Lieu de béatification                   | Informations |
| -- | ----- | ------------------------------ | --------------------- | --------------------------------------- | --- |
| 1. |       | Albéric Crescitelli            | 18 février 1951       | Basilique Saint-Pierre, Cité du Vatican | (1863-1900), prêtre italien martyrisé en Chine (canonisé le 1er octobre 2000).                                        |
| 2. |       | François Antoine Fasani        | 15 avril 1951         | Basilique Saint-Pierre, Cité du Vatican | (1681-1742), religieux de l'ordre des frères mineurs conventuels (canonisé le 13 avril 1986).                         |
| 3. |       | 25 des 117 Martyrs du Viêt Nam | 29 avril 1951         | Basilique Saint-Pierre, Cité du Vatican | Victimes de la persécution religieuse menée par le Viêt Nam à l'encontre des catholiques entre 1745 et 1862.          |
| 4. |       | Victoire Eulalie Viel          | 6 mai 1951            | Basilique Saint-Pierre, Cité du Vatican | (1815-1877), religieuse sœurs des Écoles chrétiennes                                                                  |
| 5. |       | Julien Maunoir                 | 20 mai 1951           | Basilique Saint-Pierre, Cité du Vatican | (1606-1683), prêtre jésuite français, prédicateur et missionnaire dans les campagnes bretonnes (France).              |
| 6. |       | Pie X                          | 3 juin 1951           | Basilique Saint-Pierre, Cité du Vatican | (1835-1914), 257e pape de l’Église catholique (canonisé le 29 mai 1954).                                              |
| 7. |       | Thérèse Couderc                | 4 novembre 1951       | Basilique Saint-Pierre, Cité du Vatican | (1805-1885), religieuse, fondatrice de la congrégation des Sœurs de Notre-Dame du Cénacle (canonisée le 10 mai 1970). |

## 1952
| N° | Image | Bienheureux                     | Date de béatification | Lieu de béatification                   | Informations |
| -- | ----- | ------------------------------- | --------------------- | --------------------------------------- | --- |
| 1. |       | Rosa Venerini                   | 4 mai 1952            | Basilique Saint-Pierre, Cité du Vatican | (1656-1728), religieuse italienne, fondatrice des Pieuses Maîtresses Venerini (canonisée le 15 octobre 2006).                                                       |
| 2. |       | Raphaëlle-Marie Porras y Ayllon | 18 mai 1952           | Basilique Saint-Pierre, Cité du Vatican | (1850-1925), religieuse fondatrice des Servantes du Sacré-Cœur (canonisée le 23 janvier 1977).                                                                      |
| 3. |       | Maria Bertilla Boscardin        | 8 juin 1952           | Basilique Saint-Pierre, Cité du Vatican | (1888-1922), religieuse de la congrégation des Sœurs de Sainte-Dorothée, Filles des Sacrés-Cœurs, infirmière à l'hôpital de Trévise (canonisée le 11 mai 1961).     |
| 4. |       | Antoine-Marie Pucci             | 22 juin 1952          | Basilique Saint-Pierre, Cité du Vatican | (1818-1892), prêtre italien, que le pape Jean XXIII lors de son homélie de canonisation présente comme un exemple de vie sacerdotale (canonisé le 9 décembre 1962). |

## 1954
| N° | Image | Bienheureux            | Date de béatification | Lieu de béatification                   | Informations |
| -- | ----- | ---------------------- | --------------------- | --------------------------------------- | --- |
| 1. |       | Maria Assunta Pallotta | 7 novembre 1954       | Basilique Saint-Pierre, Cité du Vatican | (1878-1905), religieuse de la congrégation des Franciscaines missionnaires de Marie. |
| 2. |       | Jean-Martin Moyë       | 21 novembre 1954      | Basilique Saint-Pierre, Cité du Vatican | (1730-1793), missionnaire français fondateur des Sœurs de la Providence (aujourd'hui divisées en deux branches : les Sœurs de la Providence de Portieux et les Sœurs de la Divine Providence de Saint-Jean-de-Bassel). |
| 3. |       | Placide Riccardi       | 5 décembre 1954       | Basilique Saint-Pierre, Cité du Vatican | (1844-1915), prêtre bénédictin italien. |

## 1955
| N° | Image | Bienheureux                 | Date de béatification | Lieu de béatification                   | Informations |
| -- | ----- | --------------------------- | --------------------- | --------------------------------------- | --- |
| 1. |       | 56 des 120 martyrs de Chine | 17 avril 1955         | Basilique Saint-Pierre, Cité du Vatican | Catholiques (prêtres, religieux, laïcs), morts entre 1648 et 1930 pendant la persécution religieuse menée par la Chine. |
| 2. |       | Marcellin Champagnat        | 29 mai 1955           | Basilique Saint-Pierre, Cité du Vatican | (1789-1840), prêtre catholique français, fondateur de la congrégation des Frères maristes des écoles.                   |
| 3. |       | Les 14 martyrs de Laval     | 19 juin 1955          | Basilique Saint-Pierre, Cité du Vatican | Prêtres réfractaires français exécutés sous la Terreur lors de la Révolution française.                                 |

## 1956
| N° | Image | Bienheureux | Date de béatification | Lieu de béatification                   | Informations                                   |
| -- | ----- | ----------- | --------------------- | --------------------------------------- | ---------------------------------------------- |
| 1. |       | Innocent XI | 7 octobre 1956        | Basilique Saint-Pierre, Cité du Vatican | (1611-1689), 240e pape de l’Église catholique. |

## 1957
| N° | Image | Bienheureux  | Date de béatification | Lieu de béatification                   | Informations                                                                                  |
| -- | ----- | ------------ | --------------------- | --------------------------------------- | --------------------------------------------------------------------------------------------- |
| 1. |       | Eugénie Smet | 26 mai 1957           | Basilique Saint-Pierre, Cité du Vatican | (1825-1871), religieuse française, fondatrice des sœurs Auxiliatrices des âmes du purgatoire. |

## 1958
| N° | Image | Bienheureux                     | Date de béatification | Lieu de béatification                   | Informations |
| -- | ----- | ------------------------------- | --------------------- | --------------------------------------- | --- |
| 1. |       | Thérèse de Jésus Jornet e Ibars | 27 avril 1958         | Basilique Saint-Pierre, Cité du Vatican | (1843-1897), religieuse espagnole, fondatrice des petites sœurs des personnes âgées abandonnées (canonisée le 27 janvier 1974) |